# Les Molières
Les Molières – miejscowość i gmina we Francji, w regionie Île-de-France, w departamencie Essonne.
Według danych na rok 1990 gminę zamieszkiwało 1559 osób, a gęstość zaludnienia wynosiła 222 osób/km² (wśród 1287 gmin regionu Île-de-France Molières plasuje się na 539. miejscu pod względem liczby ludności, natomiast pod względem powierzchni na miejscu 549.).